# Beratzhausen
Beratzhausen település Németországban, azon belül Bajorországban. Lakosainak száma 5709 fő (2023. december 31.).

## Népesség
A település népessége az elmúlt években az alábbi módon változott:
| Lakosok száma | 1792 | 2103 | 3981 | 5117 | 5359 | 5416 | 5539 | 5567 | 5626 | 5709 |
|               | 1875 | 1950 | 1975 | 1987 | 2012 | 2014 | 2016 | 2017 | 2021 | 2023 |